# Joe King Oliver
Joe "King" Oliver (Aben, de Luisiana (Estados Unidos), 19 de diciembre de 1885-10 de abril de 1938) fue un cornetista y trompetista estadounidense de jazz de comienzos del siglo XX.
Fue apodado con el sobrenombre de "King" ("Rey" en inglés). El nombre de "King" Oliver es más conocido entre los amantes del jazz que su propia música, debido principalmente a que Louis Armstrong nunca se cansó de hablar de sus primeros días y de la influencia que Oliver había tenido en el lanzamiento de su carrera, y a que la mejor música de Oliver se grabó hace mucho tiempo y con una técnica que dificulta la audición de sus discos.

## Vida
Oliver había nacido en uno de los suburbios más pobres de Nueva Orleans, en 1885. Estudió corneta con Bunk Johnson, mientras se dedicaba al servicio doméstico y comenzaba a actuar con bandas. En 1915, sustituyó a Freddie Keppard en la afamada Eagle Band, y, poco después, ingresó en la banda del trombonista Kid Ory, con quien permanecería más de un año. 
En Storyville organizó su propia banda, en la que tocaron Big Eye Nelson (clarinete), Richard M. Jones (piano) y Dee Dee Chandler (batería). 

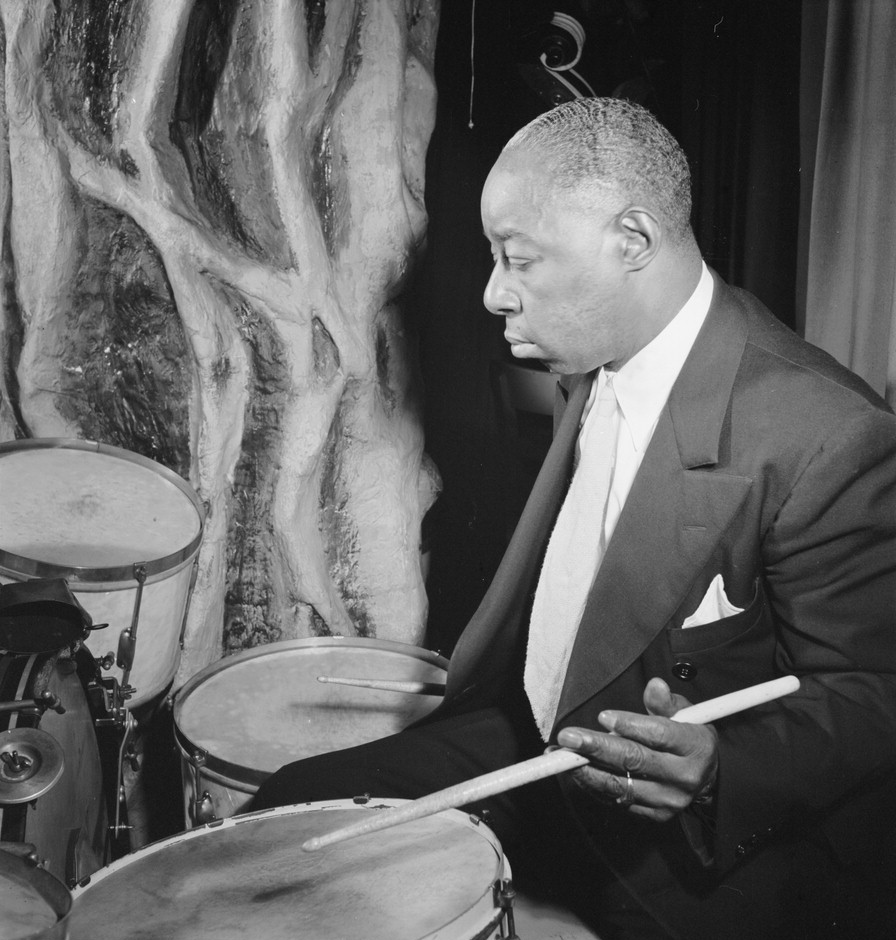
Baby Dodds en 1946.

En 1917, King Oliver se trasladó a Chicago, donde, tras tocar en varias bandas locales, formaría su famosa Creole Jazz Band, con Johnny y Baby Dodds (1898 - 1959), clarinetista y baterista, respectivamente, Lil Hardin al piano y Honoré Dutrey (1894 - 1935) con el trombón, entre otros. Tras una gira por California, volvieron a Chicago y se establecieron en un local llamado Lincoln Gardens, donde se les incorporó un joven cornetista llamado Louis Armstrong.
La banda se convirtió en centro de atención de los músicos de la época, y era la «orquesta más hot que haya tocado en un escenario». En esta época realizó diversas grabaciones para Paramount y Gennett Records, convertidas en obras maestras. Sin embargo, tras una larga gira por EE. UU., la banda se deshizo, al irse Armstrong y Hardin (que se habían casado) por un lado, y los hermanos Dutrey por otro.
Oliver formó entonces su siguiente banda: Dixie Syncopators. Con ella, se trasladó a Harlem en 1927, pero no le iría muy bien. Abandonado por sus músicos en 1937, fue dejando su carrera y, varado en Savannah, Georgia, vivió en una situación de casi miseria trabajando como conserje en la sala de recreación de Wimberly (526-528 West Broad Street). Oliver murió en la pobreza en una casa de huéspedes (508 Montgomery Street), el 10 de abril de 1938 a causa de la  arteriosclerosis y fue enterrado en el cementerio de Woodlawn en el Bronx, Nueva York, donde se le unieron otros grandes del jazz como Coleman Hawkins, Lionel Hampton, W.C. Handy, Milt Jackson, Max Roach, y Miles Davis, entre otros.

## Estilo
Oliver es un personaje esencial en el proceso de estructuración de la improvisación colectiva y, a la vez, en la conservación de la tradición folclórica primitiva, al grabar numerosos blues y canciones de tradición oral. A la vez es un compositor creativo: Dippermouth blues, Canal Street Blues, Camp Meeting Blues... Especialista en la sordina, de entonación llena, áspera a veces en los registros agudos, y con swing intenso y elocuente, puede afirmarse que todos los trompetistas estadounidenses de jazz de la época fueron influidos por él.